# 祥符桥
祥符桥为位于中国浙江省杭州市拱墅区祥符街道祥符直街中段的一座五孔四墩石梁桥，南北向横跨余杭塘河，该桥始建年代不详，南宋《咸淳临安志》已有记载。现存的桥体为明嘉靖二十二年（1543）重修，为杭州保留至今的唯一一座明代石梁桥。
该桥通长28米，宽3.6米，高5米，桥墩以长条石并列而成，原桥面以条石排铺，南北两侧各沿15级台阶而上，现已被水泥所封。栏板分素面和须弥座两种形式，望柱头雕饰覆莲（两侧8个）或石狮（中部4个）。
2013年，成为第七批全国重点文物保护单位大运河的子项——杭州运河古桥的三个细项之一。

## 图集
- 自西北侧看桥底
- 西侧桥名题刻
- 桥墩上的荷花雕饰（南起第三个桥墩南侧）
- 桥墩上的荷花雕饰（南起第三个桥墩南侧）
- 自北侧看桥面
- 桥面局部，西北侧的栏杆端部
- 覆莲式望柱头
- 石狮式望柱头